# HD 224693
HD 224693, también llamada Axólotl, es una estrella en la constelación ecuatorial de Cetus, situada cerca del límite occidental de la constelación con Acuario. Puede observarse con un telescopio pequeño, pero es demasiado débil para ser vista a simple vista, con una magnitud visual aparente de 8,23. Según mediciones de paralaje, el objeto se encuentra a una distancia aproximada de 308 años luz del Sol. Se aleja a una velocidad radial de 1,4 km/s.
La estrella HD 224693 se llama Axólotl. El nombre fue seleccionado por México en la campaña NameExoWorlds durante el centenario de la UAI. "Axólotl" significa "animal acuático" en náhuatl, y el ajolote es una especie de salamandra endémica del valle de México.

## Sistema planetario
En 2006, el telescopio Keck descubrió un planeta extrasolar orbitando HD 224693 utilizando mediciones de velocidad radial. Una búsqueda preliminar de tránsitos utilizando datos fotométricos del Observatorio Fairborn no fue concluyente porque los datos sobre el tiempo previsto del tránsito eran demasiado escasos para descartar posibles tránsitos. Este exoplaneta fue nombrado Xólotl, en honor al dios azteca del fuego y el rayo.
| Planeta    | Masa            | Semieje mayor (UA) | Periodo orbital (días) | Excentricidad | Inclinación | Radio |
| ---------- | --------------- | ------------------ | ---------------------- | ------------- | ----------- | ----- |
| b / Xólotl | ≥ 0.7 ± 0.12 MJ | 0.191 ± 0.014      | 26.6904 ± 0.0019       | 0.104 ± 0.017 | - °         | ?     |